# فرد نيومان
فرد نيومان (بالإنجليزية: Fred Newman)‏ هو سياسي أمريكي، ولد في 17 يونيو 1935 في ذا برونكس في الولايات المتحدة، وتوفي في 3 يوليو 2011 في نيويورك في الولايات المتحدة. حزبياً، نشط في Independence Party of New York ‏.

## وصلات خارجية
- الموقع الرسمي